# Gunnery Sergeant
Gunnery Sergeant (in acronimo GySgt), traducibile come sergente artigliere o sergente fuciliere scelto o sergente tiratore o istruttore di tiro, è un sottufficiale dello US Marine Corps (USMC). Il suo livello nella scala gerarchica della comparazione dei gradi della NATO è paragonabile al sergente maggiore aiutante dell'Aeronautica Militare e dell'Esercito Italiano e al secondo capo aiutante della Brigata marina "San Marco" e della Marina Militare Italiana.

## Storia
Il grado fu istituito durante la guerra ispano-americana del 1898. Il distintivo era costituito da tre strisce a V con la punta rivolta verso l'alto e in mezzo un fucile incrociato con un cannone navale dietro l'emblema del Corpo dei Marine costituito da un globo terrestre, un ancora in mezzo al globo terrestre e sopra il globo un'aquila. Dal 1900, quasi la metà dei marines sono stati impiegati a bordo di navi della US Navy, in quanto originariamente questi sergenti avevano competenze in materia di armi di piccolo calibro, comunicazioni e artiglieria navale. Nel 1904 nel distintivo fu cambiato quanto stava in mezzo, con due fucili incrociati e una bomba che esplode su fondo rosso.
Dopo la prima guerra mondiale spesso venivano utilizzati, oltre che come specialisti in artiglieria navale, anche in altre attività, come ad esempio con compiti di autisti, come addetti ai servizi di sicurezza e con compiti di polizia militare. Dopo l'istituzione nei primi mesi del 1923 del grado di sergente, il Comandante del Corpo dei Marines proibì che i GySgt continuassero ad essere utilizzati in tali compiti e da quel momento furono utilizzati in compiti maggiormente qualificati quali la manutenzione, la meccanica del volo e come tecnici delle armi. Nel 1929 al distintivo del grado furono aggiunti, nella parte inferiore aperta delle strisce a V, due archi. Nel 1937 al centro del distintivo fu abolito qualsiasi simbolo.
Dopo la fine della seconda guerra mondiale, la gerarchia dei gradi del Corpo dei Marines degli Stati Uniti fu modificata nuovamente e il grado di Gunnery Sergeant fu sostituito dal grado di sergente tecnico.
Dal 1958 al 1º gennaio 1963 fu nuovamente modificato il sistema di classificazione dei sottufficiali e nel 1959 ripristinato il grado di Gunnery Sergeant e nel 1960 nel mezzo del distintivo di grado sono stati aggiunti due fucili M1 Garand.

## Compiti
I Gunnery Sergeant vengono tipicamente utilizzati come capi di alloggio della compagnia o batteria o come il sergente di plotone occupandosi dell'armamento (mitragliatrici, mortai, armi d'assalto / razzi e missili anticarro e nei plotoni meccanizzati dei veicoli blindati o corazzati, dei veicoli trasporto truppe, et similia) mentre in combattimento fanno parte del gruppo di comando dell'unità, servendo come un consulente tattico del comandante; nel presidio è responsabile nei confronti del comandante della compagnia/batteria della direzione e del coordinamento della formazione individuale del personale.

## Distintivi di grado
| Gunnery Sergeant 1904–1929 | Gunnery Sergeant 1929–1937 | Gunnery Sergeant 1937–1959 | Gunnery Sergeant seit 1960 |
| 1904–1929                  | 1929–1937                  | 1937–1959                  | dal 1960                   |

Distintivi di grado di sergente dello US Marines Corps
| colletto distintivo di grado presente solo sulla manica sinistra |                                                                              |                                    |                                                          |                                 |                                    |                                           |                                  |                     |
| Grado | Sergeant major of the Marine Corps (sergente maggiore del Corpo dei Marine)1 | Sergeant major (sergente maggiore) | Master gunnery sergeant (sergente maestro d'artiglieria) | First sergeant (primo sergente) | Master sergeant (sergente maestro) | Gunnery sergeant (sergente d'artiglieria) | Staff sergeant (sergente scelto) | Sergeant (sergente) |
| abbreviazione | SgtMajMarCor                                                                 | SgtMaj                             | MGySgt                                                   | 1stSgt                          | MSgt                               | GySgt                                     | SSgt                             | Sgt                 |
| 1 Sebbene il singolo MCPOCG in servizio sia ufficialmente un E-9, assolvendo incarichi particolari e percependo indennità speciali, il suo livello di retribuzione è a volte ufficiosamente (e quindi erroneamente) chiamato "E-10". |                                                                              |                                    |                                                          |                                 |                                    |                                           |                                  |                     |